# James M. Todd
James Mulherrin Todd (25 de maig de 1896 - 1970) va ser un enginyer elèctric i consultor nord-americà a Nova Orleans, i el 68è president de la Societat Americana d'Enginyers Mecànics el 1949-50.

## Biografia

### Joventut i inici de carrera
Va néixer a Franklin, Louisiana el 1896, fill de John Robert Todd i Fannie Louise (Mayer) Todd. Va assistir a les escoles públiques de Nova Orleans i de la Universitat de Tulane, on es va llicenciar en enginyeria elèctrica el 1918. Després va servir a la Primera Guerra Mundial. El 1930 també va obtenir el seu màster en enginyeria a Tulane.
El 1919 va començar la seva carrera professional com a enginyer en cap a la planta Marrero de Penick & Ford ltd. a Nova Orleans. El 1922-23 va ser enginyer mecànic amb la consultoria de William H. Ennis, i de 1923 a 1928 va ser associat dels contractistes AM Lockett and Co.

### Més trajectòria i reconeixement
El 1928 Todd va iniciar la seva pròpia empresa de consultoria en els camps de la mineria, l'enginyeria mecànica i elèctrica. Una de les seves primeres assignacions va ser fer-se càrrec de l'enginyeria a la Jefferson Lake Sulphur Company. A més, Todd va ser "actiu en la instal·lació d'aire condicionat al sud; el desenvolupament de la indústria del sofre a Louisiana, Texas i Mèxic; la redacció del codi de construcció de Nova Orleans; i va dissenyar les instal·lacions de fontaneria, elèctriques i mecàniques de molts edificis a Nova Orleans i al sud del golf".
El 1930 va exercir com a president de la Societat d'Enginyeria de Louisiana, el 1948 com a president de la Societat Americana d'Enginyers Mecànics i també com a vicepresident de la Unió de Societats d'Enginyeria Panamericana. Va ser membre de l'IEEE i de l'ASME, i el 1969 Todd va ser nomenat membre honorari d'ASME.